# Loreto (gmina w Kalifornii Dolnej Południowej)
Loretoⓘ – gmina na wschodzie meksykańskiego stanu Kalifornia Dolna Południowa. Według spisu ludności z roku 2010, gminę zamieszkuje 16 738 mieszkańców. Stolicą jest miasto o tej samej nazwie - Loreto.
Gmina Loreto graniczy z Mulegé od północy, z Comondú na zachodzie, a z Zatoką Kalifornijską na wschodzie.

## Miasta i wsie
Największymi miastami i wsiami gminy są:
| Nazwa             | Ludność |
| ----------------- | ------- |
| Loreto            | 14 724  |
| Ensenada Blanca   | 255     |
| Ligüí             | 203     |
| Puerto Agua Werde | 192     |
| La Danzante       | 174     |
| San Javier        | 131     |